# Villa Ernst Hermann Vogel
Die Villa des Privatus Ernst Herrmann Vogel steht in der Makarenkostraße 8 im Stadtteil Niederlößnitz der sächsischen Stadt Radebeul. Als Seitengebäude wurde auf dem Anwesen zeitgleich mit der Villa der Sakralbau der katholisch-apostolischen Gemeinde errichtet, der heute unter der Hausnummer 6a zu finden ist.

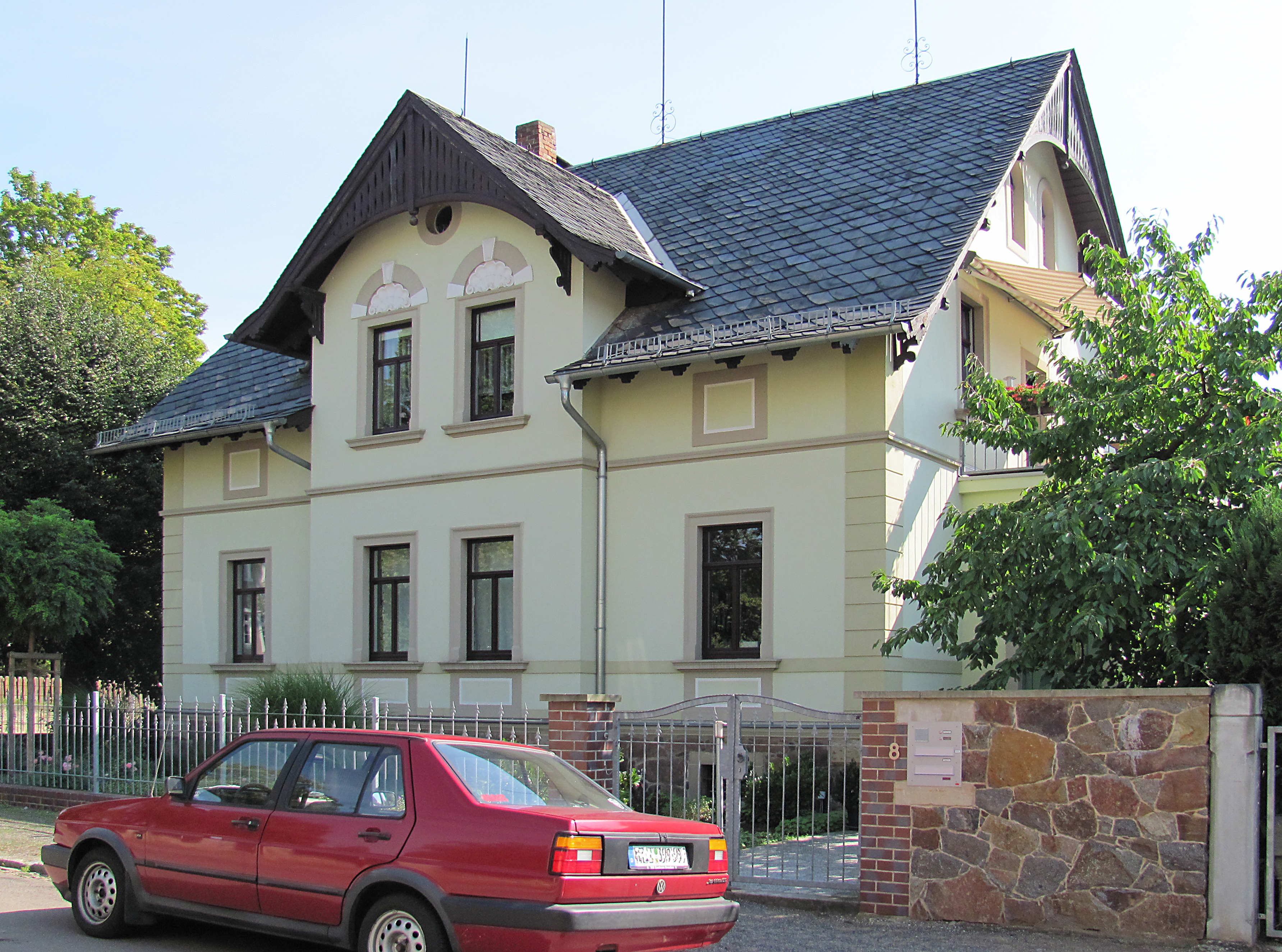
Villa Ernst Hermann Vogel

## Villa
Die große eingeschossige, unter Denkmalschutz stehende landhausartige Villa wurde 1899/1900 zusammen mit dem Betsaal auf Antrag des Bauunternehmers Heinrich Völkel durch den Radebeuler Heinrich Hertzschuch für den Privatus Ernst Hermann Vogel auf einem Eckgrundstück errichtet.
Der Putzbau hat einen Bruchsteinsockel als Souterrain sowie einen hohen Kniestock mit ausgebautem Dachgeschoss. Die Sparren des schiefergedeckten Satteldachs werden von geschnitzten Holzkonsolen gestützt, die Gesprengegiebel treten stark hervor.
Das traufständig zur Makarenkostraße ausgerichtete Haus zeigt in der Hauptansicht einen zweigeschossigen Mittelrisaliten, ebenfalls mit Gesprengegiebel, und auf der Rückseite des Gebäudes findet sich ein kleines Zwerchhaus. Die Überfangbögen im Mittelrisaliten sind aus Ziegelstein gesetzt, die Fenster werden durch Sandsteingewände eingefasst. In der rechten Seitenansicht zum Garten steht ein massiver Verandenvorbau.
Das Gebäude hat Anklänge an den Schweizerstil, wobei die Seitenansichten „in der Art der sächsischen Bauernhäuser der Elberegion um 1860“ gestaltet sind.

## Katholisch-Apostolische Gemeinde

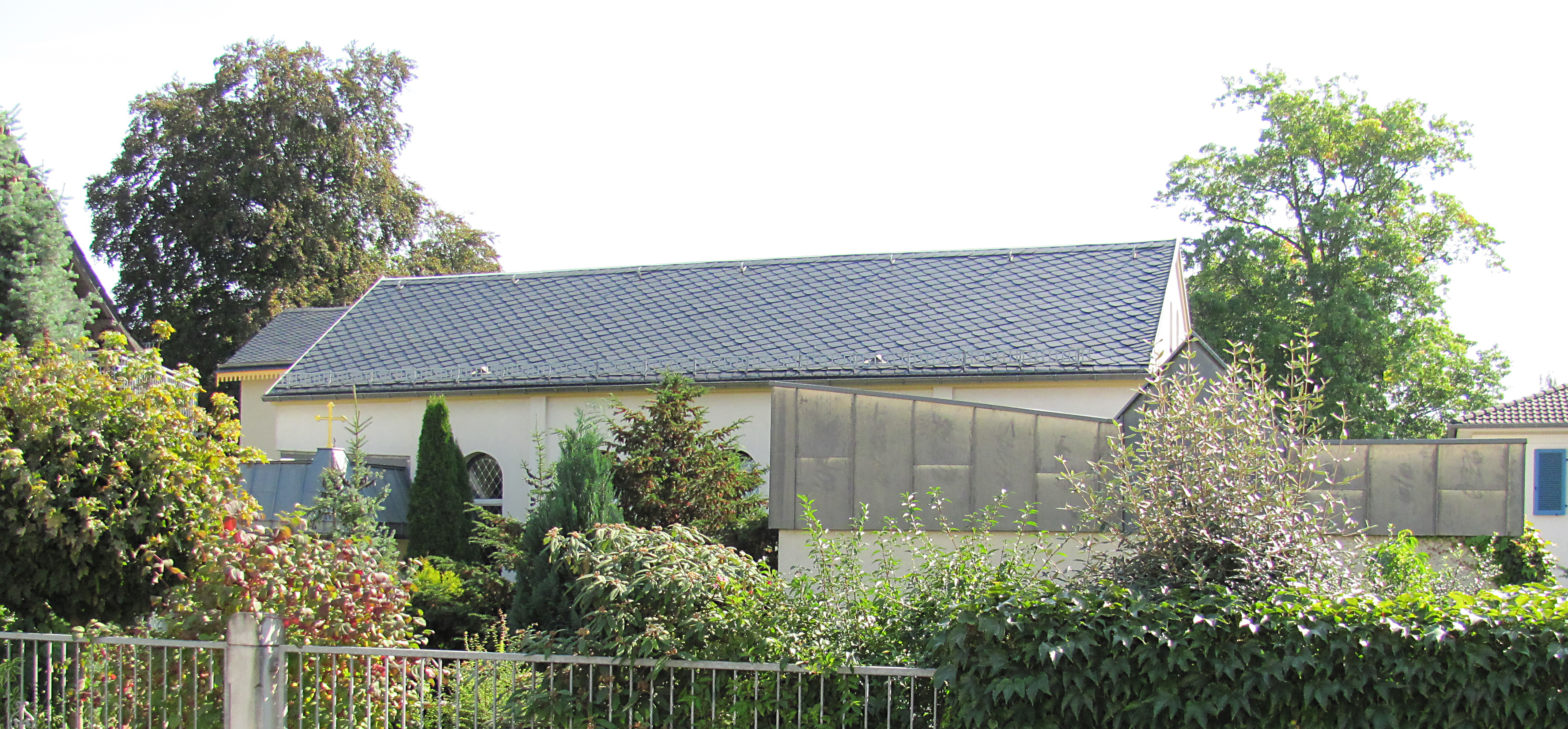
Betsaal der Katholisch-Apostolischen Gemeinde

Nach der Ausdehnung der aus der Erweckungsbewegung hervorgegangenen Glaubensgemeinschaft nach Deutschland um 1848 erreichte diese um 1860 Sachsen. Im Jahr 1871 wurde die Gemeinde in Dresden staatlich bestätigt. Um 1898 hatte diese in der Lößnitz etwa 60 Mitglieder.
Daher wurde beschlossen, für die katholisch-apostolische Tochtergemeinde dort einen eigenen Sakralbau in Niederlößnitz in Form eines „Gebetsversammlungslokals“ zu errichten. Dieses wurde als Seitengebäude der neu zu bauenden Villa für Ernst Hermann Vogel errichtet.
Der schlichte, für etwa 100 Personen ausgelegte Betsaal erhielt 1976 eine zweimanualige Jehmlich-Orgel.
Ab 1905 verlebte „einer der seinerzeit bedeutendsten Geistlichen“ der Katholisch-Apostolischen Gemeinde, Paul von Gersdorf (1835–1915), seinen Lebensabend in Niederlößnitz. Gersdorf war ab 1878 Engel, das heißt Bischof, in Görlitz und ab 1897 in Halle (Saale). Gersdorf wurde auf dem Friedhof Radebeul-West beerdigt.
Radebeul ist der Sitz der Katholisch-Apostolischen Gemeinde Ostsachsen (Stand 2013).